# Genkan

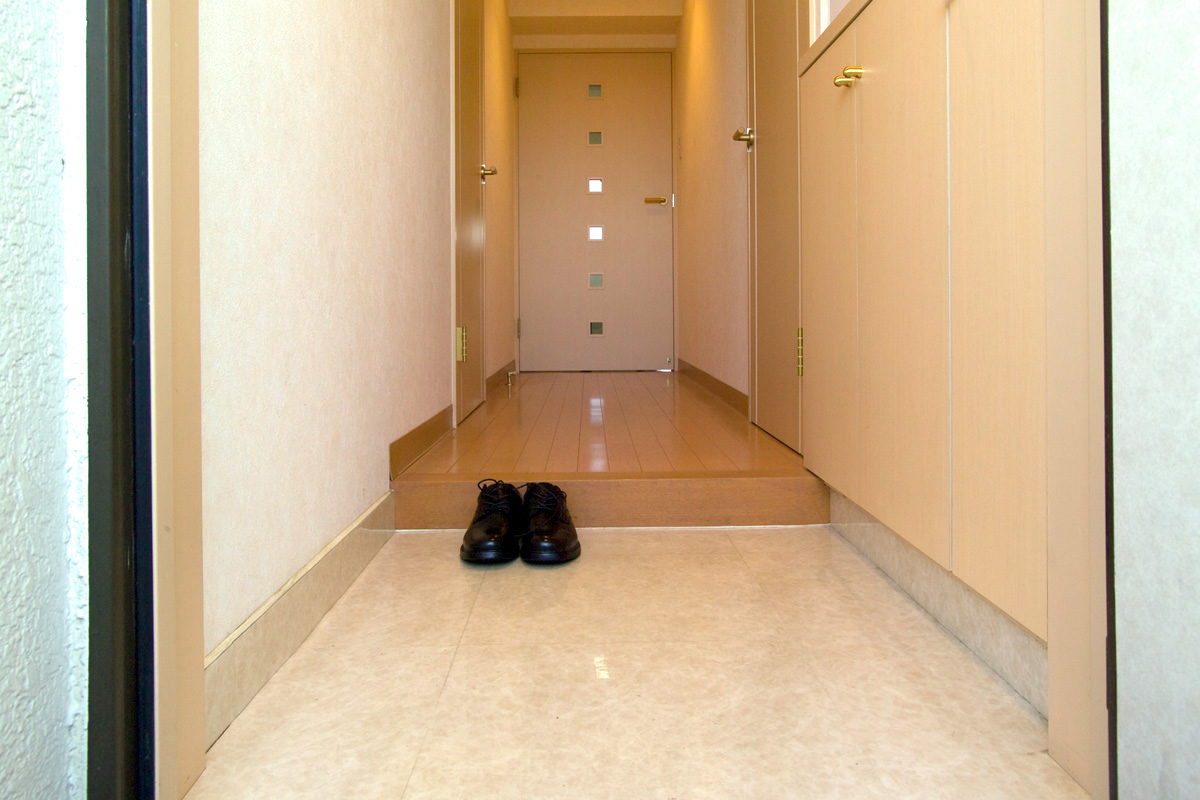
Genkan

Los genkan (玄関?) son áreas de entrada tradicionales japonesas para una casa o un departamento, como una combinación de un porche y un tapete de bienvenida. La función primaria del genkan es para quitarse los zapatos antes de entrar a la parte principal de la casa.
Al entrar, los zapatos normalmente se voltean hacia la puerta para que se puedan poner fácilmente a la salida. Después de quitarse los zapatos, uno debe evitar pisar el genkan con sus calcetines o pies descalzos, para evitar traer tierra al interior de la casa. Ya estando adentro, uno generalmente se pone uwabaki, un tipo de zapatillas específico para uso dentro del hogar.
Los genkan también se encuentran ocasionalmente en otros edificios en Japón, en especial en negocios al estilo antiguo. En las escuelas, los genkan incluyen armarios para zapatos, o huecos donde guardarlos.